# Linia kolejowa nr 408
Linia kolejowa nr 408 – częściowo zelektryfikowana, jedno- i dwutorowa, pierwszorzędna linia kolejowa znaczenia państwowego łącząca stację Szczecin Główny ze stacją Stobno Szczecińskie (dawne przejście graniczne Gumieńce-Grambow).

## Opis linii
- Kategoria linii: pierwszorzędna
- Liczba torów:
  - jednotorowa na odcinkach: 0,062-4,862 i 9,062-13,194
  - dwutorowa na odcinku 4,862-9,062
- Sposób wykorzystania: pasażersko-towarowa
- Klasa linii: C3

| odcinek linii | odcinek linii | pociągi pasażerskie | szynobusy | pociągi towarowe |
| km pocz.      | km końcowy    | pociągi pasażerskie | szynobusy | pociągi towarowe |
| 0,062         | 1,046         | 80                  | 80        | 60               |
| 1,046         | 3,775         | 120                 | 120       | 80               |
| 3,775         | 13,194        | 80                  | 80        | 60               |